# Chaerilus pathom
Chaerilus pathom là một loài bò cạp được phát hiện năm 2014 bởi tiến sĩ Phạm Đình Sắc (Viện Sinh thái và Tài nguyên sinh vật) và tiến sĩ Wilson R. Lourenço (Bảo tàng lịch sử tự nhiên Paris) tại hang Pa Thơm, huyện Điện Biên, tỉnh Điện Biên.